# امید کوکبی
امید کوکبی (زادهٔ ۱۳۶۲) برگزیده المپیاد و دانشجوی دکترای فیزیک اتمی با گرایش لیزر در دانشگاه تگزاس آمریکا است که در بهمن ماه سال ۱۳۸۹ به ایران سفر کرده و هنگام خروج از ایران در فرودگاه بازداشت و زندانی شد. او توسط قاضی صلواتی به ده سال زندان محکوم شد. وی در زندان به بیماریِ سرطانِ کلیه دچار شد و در تاریخ ۸ شهریور ۹۵ خورشیدی از زندان به‌طور مشروط آزاد گردید.
در سپتامبر سال ۲۰۱۳، انجمن فیزیک آمریکا جایزه آندره ساخاروف را به‌دلیل «شجاعت وی در رد همکاری برای استفاده از دانش خود، در پروژه‌هایی که به زعم وی برای بشریت زیان‌آور است، علی‌رغم فشار شدید جسمی و روانی» به‌طور مشترک با دکتر بوریس آلت شولر فیزیکدان روسی به امید کوکبی اهدا کرد.
در نوامبر ۲۰۱۳، سازمان عفو بین‌الملل طی بیانیه‌ای عمومی امید کوکبی را «زندانی عقیده» اعلام کرد که «تنها به‌دلیل رد همکاری در پروژه‌های نظامی در ایران و بر اساس اتهامات بی‌پایه در ارتباط با روابط مشروع و معمول علمی با نهادهای دانشگاهی خارج از ایران» زندانی شده‌است. در آن بیانیه، این سازمان خواهان آزادی فوری و بی قید و شرط کوکبی شده‌است.
در سال ۲۰۱۴ از سوی انجمن غیردولتی پیشبرد علوم آمریکا، به‌دلیل «موضع و اراده شجاعانه وی برای تحمل زندان به جای زیر پا گذاشتن اصول اخلاقی‌اش یعنی استفاده نکردن از تخصص علمی برای مقاصد مخرب و همچنین تلاش‌های وی برای ایجاد امید و ارایهٔ آموزش به دیگر زندانیان» به‌عنوان برنده جایزه آزادی و مسئولیت‌پذیری علمی انتخاب شد.
امید کوکبی و هم‌بندی اش مهدی خدایی (فعال حقوق بشر) ترجمه کتاب «اطلس حقوق بشر»نوشته آندرو فاگان را به زبان فارسی در سال ۲۰۱۵ منتشر کردند.

## زندگی و تحصیلات
وی با کسب رتبه ۲۹ در کنکور سراسری توانست به‌طور همزمان در دو رشته فیزیک و مهندسی مکانیک در دانشگاه صنعتی شریف تحصیل کند.
وی فوق لیسانس خود را با اخذ بورسیه‌ای تحصیلی از اتحادیه اروپا در اسپانیا در رشته فیزیک اتمی در گرایش لیزر دنبال کرد. پس از اتمام دروس و تحقیقات دورهٔ کارشناسی ارشد در بارسلون، برای ادامه تحصیل در دورهٔ دکترا در گرایش برهمکنش لیزرهای پرقدرت با پلاسما با دریافت بورسیه تحصیلی دیگری از آمریکا به دانشگاه تگزاس در آستین آمریکا که بالاترین سطح علمی را در رشته فیزیک اتمی در این گرایش در میان دانشگاه‌های دنیا را داراست رفت.

## بازداشت و زندان

جلد کتاب اطلس حقوق بشر ترجمه مهدی خدایی و امید کوکبی

وی در دوران تحصیل خود چندین بار برای دیدار با خانواده خود به ایران سفر کرده بود اما در آخرین سفر در بهمن سال ۱۳۸۹، هنگام برگشت به آمریکا در فرودگاه امام خمینی بازداشت شد. او به اتهام ارتباط با دولت متخاصم و «کسب درآمد نامشروع»، یک ماه در بازداشتگاه ۲۰۹ زندان اوین در انفرادی، و از آن زمان به بعد در بند ۳۵۰ زندان اوین به سر می‌برد.
پس از گذشت بیش از دو سال از حبس کوکبی، وی در نامه‌ای به دوست قدیمی‌اش می‌نویسد:
«بنده از سال ۱۳۸۴ در نوبت‌های مختلف برای مدیریت و کار در پروژه‌های فنی مراکز امنیتی-نظامی دعوت شده‌ام که دوستان و مدارک موثقی وجود دارد که این امر را تصدیق نمایند. به‌عنوان مثال دعوت به کار در مرکز تحقیقات دانشگاه مالک اشتر اصفهان، ارائه بورس تحصیلی دکتری از طرف سازمان انرژی اتمی ایران و پیشنهادنامه‌های پروژه‌های سازمان صنایع دفاعی. در آخرین نمونه آن، صبح روزی که دیرتر در نیمه شب آن روز بازداشت شدم، بنده به سازمان انرژی اتمی ایران دعوت شدم و پس از پیگیری‌های مکرر آن‌ها بالاخره مجبور شدم در آنجا حضور پیدا کنم تا در دفتر معاون سازمان جلسه‌ای برای گفتگو برگزار شود که بنده نیز صحبت‌ها و پاسخ همیشگی خود را دادم که خوشبختانه کپی برگه ملاقات آن روز نیز موجود است.»
وی می‌افزاید:
«این حکم ۱۰ ساله حبس نه برای خطای رفته از کسی بلکه تنبیهی است برای کسی که حاضر نشده به‌خاطر اعتقادش به «آزادی انتخاب شخصی برای برگزیدن مسیر زندگی‌اش، در داخل سیستم امنیتی و نظامی، علی‌رغم ارائه انگیزه‌های مالی و فنی فراوان آن، مشغول به کار شود.»
در دوران بازجویی کوکبی است که از وی سؤال شده چرا دولت آمریکا به تو ویزا می‌دهد؟ وی پاسخ داده چون من دانشجوی آن‌جا هستم. پرسیده‌اند که هنگام درخواست ویزا در سفارت آمریکا چه چیزی بیان کرده‌است؟ وی پاسخ داده از دلیل من برای ادامه تحصیل در آنجا سؤال کرده‌اند که من گفته‌ام به دلیل علاقه‌ام به این رشته و کمبود امکانات این رشته در ایران بوده‌است، بر اساس این پاسخ‌ها وزارت اطلاعات کوکبی را به «ارتباط با دولت متخاصم» متهم کرده‌است. همچنین در بازجویی‌ها از وی پرسیده شده چرا دانشگاه، هزینه سفرهای تو به ایران را می‌دهد که وی پاسخ داده: این یک عرف است که هزینه‌های سفرها و کنفرانس‌های چهره‌های علمی را می‌پردازند که بنابراین پاسخ به وی اتهام «کسب درآمد نامشروع» تفهیم شده‌است.
او که در بند ۳۵۰ زندان اوین محبوس است در گفتگویی که در زندان انجام داد، با تأکید بر اینکه مشغولیت‌های علمی و دانشگاهی هیچ‌گاه به او فرصت فعالیت‌های سیاسی را نداده‌است، در پاسخ به این سؤال که چرا با وجود بی‌گناهی، در زندان ماندگار شده‌است می‌گوید: این سؤالی است که هر روز از خودم می‌پرسم. در کل دوره بازجویی هم هیچ سند و مدرکی مبنی بر جاسوسی ارایه نشد.
او همچنین در دیداری که همراه با سایر نخبگان المپیادی با علی خامنه‌ای داشت مورد تقدیر قرار گرفته بود.
او در دی ۱۳۹۰ در نامه‌ای به صادق لاریجانی، نوشت:
«امروز که این نامه را تحریر می‌کنم حدود ۱۰ ماه است بدون هر گونه دلیل و مدرکی (و شاید در اثر یک سوء تفاهم) در بازداشت به سر می‌برم. پس از چند بار تفهیم اتهام متفاوت از جمله شرکت در تجمعات غیرقانونی و اخلال در نظم و امنیت، نهایتاً اتهاماتی واهی و بی‌اساس که روحم را آزرده کرده‌است با عنوان «ارتباط با دولت متخاصم و کسب درآمد نامشروع» را به من تفهیم کردند که یقیناً این اتهامات با توجه درخواست‌ها و عملکرد مسئولان امر کاملاً منافات دارد و با هیچ منطق و عقل سلیمی همخوانی ندارد. چگونه می‌شود به کسی که متهم به جاسوسی یا ارتباط با اجانب است اطمینان کرد و او را به محرمانه‌ترین و سرّی‌ترین بخش اسرار نظام دعوت کرده و از او درخواست همکاری نمود؟ دعوت‌های مکرر مسئولان امنیتی و اطلاعاتی و تحت فشار قرار دادن خانواده‌ام جهت متقاعد کردن من به همکاری و نشان دادن در باغ سبز و وعده حمایت‌های مختلف همچون آزادی و ادامه تحصیل در همان دانشگاه قبلی خودم (دانشگاه آستین تگزاس) برای کسی که تاکنون هیچ فعالیتی خارج از دانشگاه و محافل علمی دنیا نداشته و با عالم سیاست بیگانه است چه معنا و مفهومی را تداعی می‌کند؟ و در پشت این اتهام زنی‌ها و فشارها چه هدفی نهفته‌است؟ اگر چه من به عنوان یک ایرانی حاضر به همه گونه خدمت و جانفشانی برای کشورم هستم لیکن بنده همیشه این استدلال و پاسخ را به بازجویان و نمایندگان اعزامی از نهادهای مختلف داشته و دارم که: امروز که هیچ خطایی نکرده‌ام و هیچ اطلاعی از موضوعات و فعالیت‌های محرمانه نظام ندارم با من اینگونه رفتار می‌شود و تمام زندگی و خانواده‌ام را به واقع گروگان گرفته‌اند. در آینده اگر راضی به همکاری شوم و به سبب آن از این اطلاعات و اسرار مطلع شوم با من چه رفتاری خواهد شد؟ و چه چیزی را برای حصول اطمینان و اعتمادشان از من به گروگان خواهند گرفت؟»
وی با اعتراض به برخوردهای صورت گرفته با خود، ضمن بیان اینکه «قاضی‌ای که به متهم بدون هیچ دلیل موجهی توهین و تحقیر و پرخاش نماید دیگر بی‌طرف نیست و طبق قانون هم صلاحیت رسیدگی به پرونده را ندارد»، خاطرنشان می‌کند: «اکنون به عنوان عکس العمل طبیعی یک زندانی که به حرمت و حقوق اولیه انسانی او توهین شده‌است اعلام می‌کنم که بعد از این حاضر نیستم در این دادگاه حضور یافته و از خود دفاعی بکنم و اگر هم اجباراً مرا به دادگاه ببرند قطعاً سکوت کرده و دفاعی نخواهم کرد تا ایشان با فراغ بال به آنچه که از قبل برای من تجویز کرده‌اند حکم دهد.»»

### واکنش‌ها
- ده‌ها تن از استادان خارجی و دانشمندان، از جمله هشت تن از برندگان جایزه نوبل با ارسال نامه‌ای که نسخه‌ای از آن در سایت «کلمه» منتشر شده خطاب به علی خامنه‌ای می‌نویسند: «زندانی کردن امید کوکبی و محاکمه‌ای که ایشان در پیش رو دارند، باعث هراس سایر دانشجویان ایرانی مشغول به تحصیل در خارج از کشور ایران شده‌است و بسیاری از آنان به جای اینکه دانش و مهارت‌های خود را به ایران برگردانند، با ترس در مورد آینده خود در حال تغییر افکار خود در مورد بازگشت به ایران هستند.»[۲۱]

این نامه می‌افزاید: «ما یک سازمان مستقل غیردولتی متشکل از دانشمندان، پزشکان، مهندسان و پژوهشگران هستیم. اظهارات استادان و دانشجویان دانشگاه تگزاس و همچنین مؤسسه علوم فوتونی در بارسلون اسپانیا، که ایشان مدرک کارشناسی ارشد خود را در این مؤسسه گرفته‌اند، همگی گویای این واقعیت است که آقای کوکبی تمامی تمرکز خود را بر روی درس خود داشته‌اند و از سیاست دوری می‌گزیده‌اند.»
این نامه در ارتباط با اتهام «کسب درآمد نامشروع» که به امید کوکبی زده شده می‌نویسد: «ایشان به خاطر همکاری در امر آموزش، کمک‌هزینه می‌گرفته‌اند که این کمک‌هزینه به‌طور معمول به تمامی دانشجویان سال اول دکتری چه آمریکایی و چه غیرآمریکایی، توسط دانشگاه تگزاس داده می‌شود و این کمک‌هزینه از طرف دولت آمریکا یا دیگر بنگاه‌ها نیست.»
- ۳۱۹ دانشجو و دانش‌آموخته دانشگاه صنعتی شریف در دو نامه به رئیس قوه قضاییه، از بازداشت و نحوه دادرسی همکلاسی‌های خود، امید کوکبی و علی‌اکبر محمدزاده ابراز نگرانی کردند.

در نامه دانشجویان و دانش‌آموختگان دانشگاه شریف تأکید شده که امید کوکبی نویسنده ۷ مقاله تخصصی در مجلات دانشگاهی فیزیک و ارائه آن‌ها به ۱۶ کنفرانس علمی بوده‌است. آن‌ها از رئیس قوه قضاییه خواسته‌اند که امید کوکبی حق دسترسی به وکیل انتخابی خود را یافته و بنا بر اصل برائت قبل از دادگاه، امکان مراجعت قانونی به دانشگاه محل تحصیل خود را پیدا کند.
در این نوشته آمده که ادامه زندان خارج از قانون و قبل از دادگاه امید کوکبی، نه یک مورد اتفاقی، بلکه نشانه‌ای از سوءظن و برخورد خشن دستگاه قضایی با نسل جوان نخبه ایرانی است.
- محمدجواد لاریجانی طی بازدید خود از خبرگزاری دانشجویان ایران در مورد پرونده کوکبی گفت: «امید کوکبی دانشجوی یکی از دانشگاه‌های آمریکا بود که به ایران برگشت. نیروهای امنیتی ما به او مظنون شدند و او را به اتهام جاسوسی دستگیر کردند به این ترتیب پرونده‌ای تشکیل و وی محکوم شد البته ما در این زمینه با مسوولان امنیتی و قضایی صحبت‌های مختلفی داشته و داریم طبیعتاً تبلیغات بین‌المللی روی این موضوع تأثیر گذاشته‌است مثلاً جایزه ساخاروف به وی دادند در صورتی که جایزه ساخاروف برای کسانی است که در امر حقوق بشر کار می‌کنند نه متهمین به جاسوسی!»[۲۳]

## بیماری سرطان در زندان
سعید خلیلی وکیل وی ۲۸ فروردین ۱۳۹۵ به ایلنا گفت: «متأسفانه پس از آزمایش‌ها و معاینه‌های متعدد در بیمارستان، عارضه کلیوی وی، سرطان کلیه از جهت وجود تومور بدخیم در کلیه راست وی، تشخیص داده شده‌است. به گفته خلیلی، کوکبی نیازمند جراحی فوری نفرکتومی یا برداشت کامل کلیه به همراه تومور بدخیم کلیوی است که باید هر چه زودتر صورت پذیرد و هرگونه تعلل می‌تواند آسیب‌های جبران‌ناپذیری را به بار آورد.»
امید کوکبی در روز پنجشنبه دوم اردیبهشت ۱۳۹۵ در بیمارستان سینای تهران مورد عمل جراحی قرار گرفت و پزشکان کلیه سمت راست او را به‌طور کامل از بدنش خارج کردند. پزشک وی اعلام کرد با توجه به وخامت حال امید کوکبی ادامه حضور وی در زندان می‌تواند باعث مرگ او شود.
کوکبی در ۴ خرداد ماه ۱۳۹۵ با توجه به بیماری خود به مرخصی استعلاجی با قرار وثیقه ۵۰۰ میلیون تومانی اعزام شد.

### واکنش کاربران توییتر
پس از انجام عمل جراحی امید کوکبی، گروهی از کاربران شبکه اجتماعی توییتر، با انتشار بی سابقهٔ هشتگ‌های #FreeOmid و #امیدکوکبی اعتراض خود را نسبت به زندانی بودن و نقض حقوق او اعلام کردند.

## آزادی مشروط
سعید خلیلی وکیل امید کوکبی در گفتگو با ایلنا، با اعلام خبر موافقت دادگاه با آزادی مشروط موکلش گفت: با نظر موافق رئیس قوه قضاییه و با رأی شعبه ۳۶ دادگاه تجدیدنظر استان تهران، باقی‌مانده محکومیت حبس آقای امید کوکبی مشمول آزادی مشروط قرار گرفته‌است و با این وصف دیگر ایشان به زندان بازنخواهد گشت.
وکیل امید کوکبی ابراز داشت: موکلم از سه ماه پیش و پس از ترخیص از بیمارستان در مرخصی استعلاجی به سر می‌برد.
وی در تاریخ ۸ شهریور ۹۵ خورشیدی از زندان به‌طور مشروط آزاد گردید.